# 1974 في مصر
فيما يلي قوائم الأحداث التي وقعت خلال عام 1974 في مصر.

## أفلام
من الأفلام التي صدرت هذه السنة في مصر:
- 1 يناير – 24 ساعة حب من إخراج أحمد فؤاد.
- 1 يناير – أجمل أيام حياتي من إخراج هنري بركات.
- 1 يناير – أميرة حبي أنا
- 1 يناير – الأبطال
- 1 يناير – الأخوة الأعداء من إخراج حسام الدين مصطفى.
- 1 يناير – الحفيد
- 1 يناير – الساعة تدق العاشرة من إخراج هنري بركات.
- 1 يناير – بدور من إخراج نادر جلال.
- 1 يناير – حبيبتي من إخراج هنري بركات.
- 1 يناير – حتى آخر العمر من إخراج أشرف فهمي.
- 1 يناير – عنتر فارس الصحراء
- 1 يناير – وكان الحب من إخراج حلمي رفلة.
- 6 أكتوبر – الرصاصة لا تزال في جيبي من إخراج حسام الدين مصطفى.
- 6 أكتوبر – الوفاء العظيم من إخراج حلمي رفلة.
- 16 نوفمبر – أبناء الصمت من إخراج محمد راضي.

## مواليد

### يناير
- 1 يناير – داليا مجاهد
- 1 يناير – دينا باول
- 1 يناير – ريم ماجد صحفية مصرية.
- 30 يناير – عبد الظاهر السقا لاعب كرة قدم مصري.

### مارس
- 21 مارس – مؤمن سليمان لاعب كرة قدم مصري.
- 22 مارس – باسم يوسف

### أبريل
- 6 أبريل – حمادة النقيب لاعب كرة يد مصري.
- 7 أبريل – محمد صبري لاعب كرة قدم مصري.

### مايو
- 17 مايو – جيهان نجيم
- 19 مايو – مصطفى شعبان ممثل مصري.

### يونيو
- 19 يونيو – عبد الستار صبري لاعب كرة قدم مصري.

### يوليو
- 10 يوليو – محمد عمارة لاعب كرة قدم مصري.

### أغسطس
- 23 أغسطس – ريمون مقار منتج أفلام مصري.

### سبتمبر
- 16 سبتمبر – محمد إمام ممثل مصري.

### أكتوبر
- 1 أكتوبر – محمد يسري سلامة كاتب مصري.

### نوفمبر
- 14 نوفمبر – وائل عباس
- 25 نوفمبر – رامي إمام ممثل، مخرج ومنتج مصري.

### ديسمبر
- 18 ديسمبر – نيللي كريم ممثلة مصرية.

## وفيات

### يناير
- 1 يناير – رمسيس ويصا واصف (مواليد 1911) مهندس معماري مصري.
- 1 يناير – محمد أبو زهرة (مواليد 1898) أستاذ جامعي مصري.
- 1 يناير – محمود تيمور (مواليد 1894) كاتب مصري.

### فبراير
- 8 فبراير – الأميرة فوقية بنت فؤاد الأول (مواليد 1897)

### يوليو
- 25 يوليو – نجيب باشا محفوظ (مواليد 1882) جراح مصري.

### ديسمبر
- 26 ديسمبر – أحمد إسماعيل علي (مواليد 1917)